# Beeldscherm

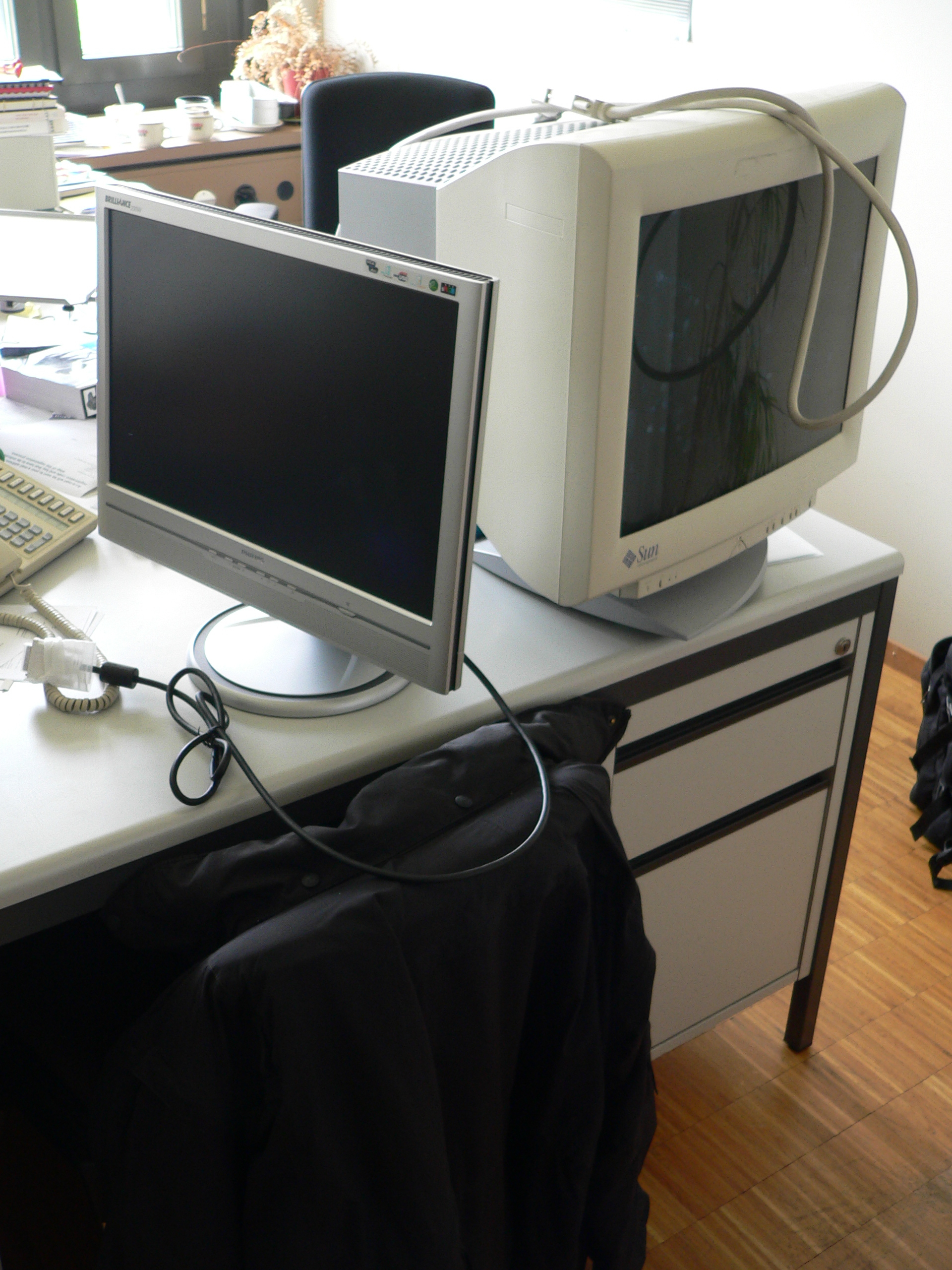
De lcd- of tft-monitor en de CRT-monitor samen op een bureau

Een beeldscherm is een apparaat dat bewegende beelden kan tonen. Het wordt ook gebruikt voor statische beelden die af en toe veranderd worden.
Het kan gebruikt worden als uitvoermedium van een computer, voor directe weergave van camerabeelden, voor het afspelen van opgenomen beelden of (via een tuner) voor het weergeven van uitgezonden beelden. Het kan een apart apparaat zijn of geïntegreerd zijn in een laptop, televisietoestel of ander instrument. Voor een klein beeldscherm, zoals op een smartphone, is de term display gebruikelijker.
Ook als het een apart apparaat is, is het vaak aangesloten op en opgesteld in de nabijheid van afspeelapparatuur of een computer, zodat degene (of een van degenen) die naar de beelden kijkt ook kan regelen welke beelden er verschijnen. Daarnaast zijn er beeldschermen om naar te kijken zonder dat de kijker de mogelijkheid tot interactie heeft, zoals soms bij beeldschermen voor informatie en amusement op openbare plaatsen.
Bij een aanraakscherm is het beeldscherm ook een invoermedium. Daarnaast zijn er schermen voor een specifieke toepassing met in de lijst om het scherm, vooral aan de zijkanten, toetsen die corresponderen met opties die op het scherm verschijnen. Deze worden onder meer toegepast in betaalautomaten.
De koppeling tussen een plaats op het scherm die een optie aangeeft en dezelfde plaats op het scherm (of toets ernaast) die men aanraakt is directer dan een aanwijzing zoals "voor ... toets ...".

## Eerste monitoren
De eerste homecomputers zoals de ZX Spectrum, werkten vooral nog met een televisietoestel als monitor, met een vaak beperkt kleurenpalet. In diezelfde jaren (zeventig, begin tachtig van de 20e eeuw) kwamen de eerste personal computers op, die nog met monochrome monitoren werkten, dat wil zeggen, ze toonden alleen groen gekleurde of alleen amber gekleurde karakters. De mogelijkheden die deze beeldschermen boden voor het interactief werken, hebben een revolutie betekend in het gebruik van de computer, zelfs voordat de muis werd uitgevonden. Deze monitoren brandden snel in, dat wil zeggen als een bepaalde afbeelding voor langere tijd werd geprojecteerd op het scherm, werd de oplichtende fosforlaag aangetast. Daardoor was deze afbeelding voor altijd (vaag) zichtbaar, ook als de monitor uitstond. Een schermbeveiliging verminderde dit verschijnsel sterk. Moderne monitoren hebben dit probleem niet meer. Zonder een monitor konden de eerste computers (jaren 60) alleen output leveren in de vorm van ponsband, ponskaarten of geprint papier (bij interactief computergebruik het laatste).

## Vanaf 1980
Vanaf midden jaren tachtig tot begin de nieuwe eeuw veranderde het gebruik van monochrome beeldbuismonitors naar kleurenschermen. De beeldschermen konden ook in steeds grotere afmetingen worden gefabriceerd. Omdat de eerste beeldschermen een vaste breedte-hoogteverhouding (aspect ratio) hadden van 4:3 was het voldoende om alleen de diagonale afmeting aan te geven. Werden in begin jaren 80 nog monochrome (CRT-)schermen gebruikt van 23 cm (9") diagonaal (bijvoorbeeld Apple Apple Macintosh), in de daaropvolgende 20 jaar werd het gebruik van kleurenschermen van bijvoorbeeld 38 cm (15") en later 43 cm (17") gebruikelijker.

## Schermen met een beeldbuis
Rond 2003 werkten de meest gebruikte monitoren nog met een beeldbuis (kathodestraalbuis, ook wel CRT, cathode ray tube, genoemd), net als een toenmalige televisie. Aan de binnenkant van het glas zijn aan de voorzijde de zogenaamde pixels aangebracht, kleine puntjes die licht in een bepaalde kleur uitstralen als ze worden aangestuurd. Zij doen dat in de primaire kleuren van het additieve kleursysteem, rood, groen en blauw. De resolutie (het aantal pixels) van een monitor kan variëren tussen 640 × 480 pixels tot 1600 × 1200 pixels en meer.
Een CRT-scherm wordt steeds lijn voor lijn opgebouwd. Dit heeft als gevolg dat het flikkert. De vernieuwingssnelheid (uitgedrukt in Hz) is de snelheid van het herschrijven van een scherm. Hoe hoger de vernieuwingssnelheid, hoe minder de gebruiker de indruk heeft dat het flikkert. Veel voorkomende vernieuwingsfrequenties zijn: 60 Hz, 70 Hz, 75 Hz, 80 Hz. Het komt vaak voor dat een scherm niet goed geconfigureerd is, waardoor het een lage vernieuwingsfrequentie gebruikt, maar eigenlijk een hogere aankan. Het gebruik van een te lage vernieuwingsfrequentie kan erg irritant zijn, en hoofdpijn veroorzaken. Vanaf 85 Hz is de flikkering van een beeldscherm voor het gemiddelde menselijk oog pas aangenaam, maar dit kan per persoon verschillen.

## Moderne monitoren
Monitoren kunnen zijn met:

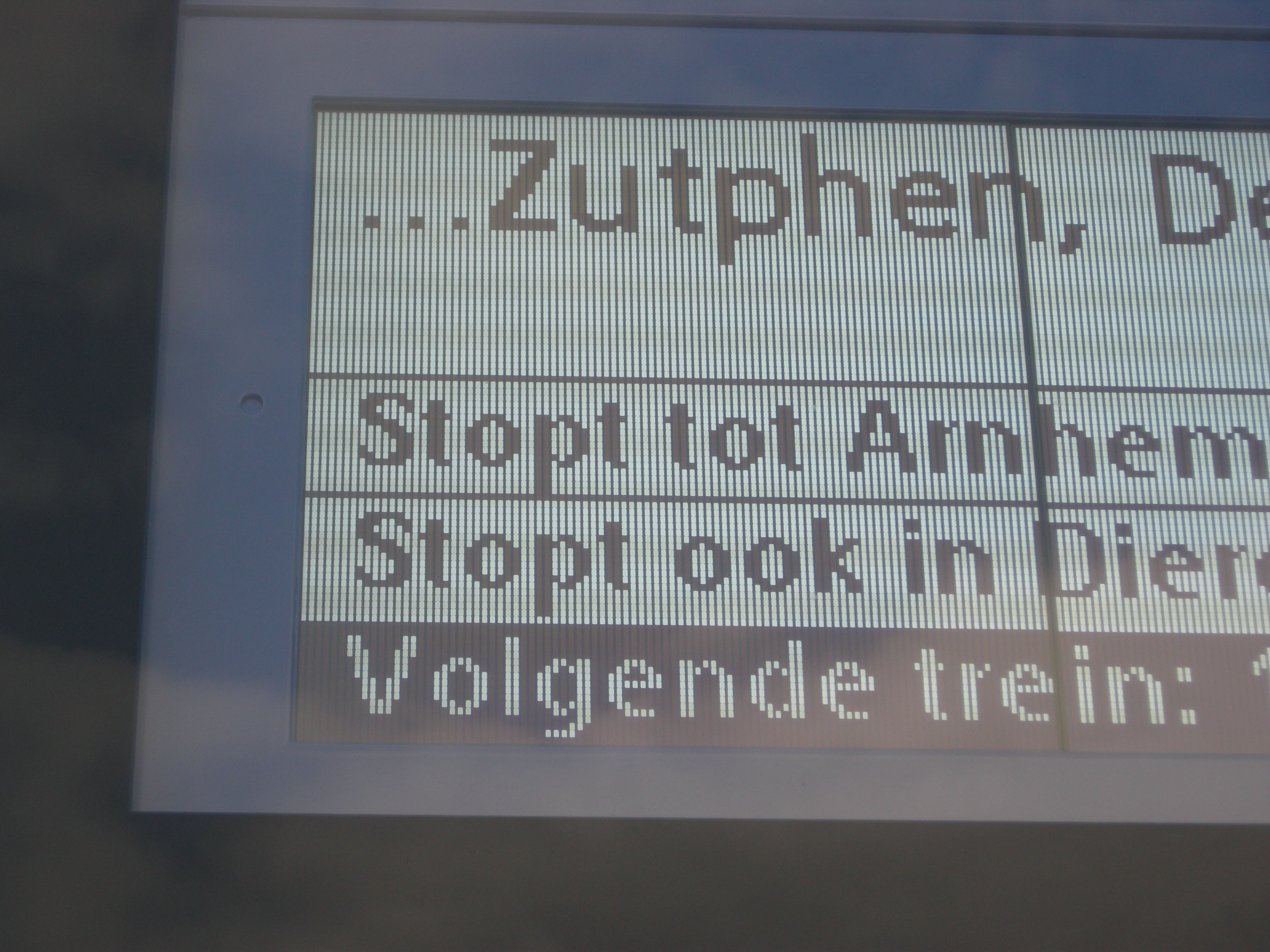
Een transmissieve monochrome (blauw) 'TBP' lcd-module van slechts 96 × 96 pixels op een NS-station (270 × 272 mm)

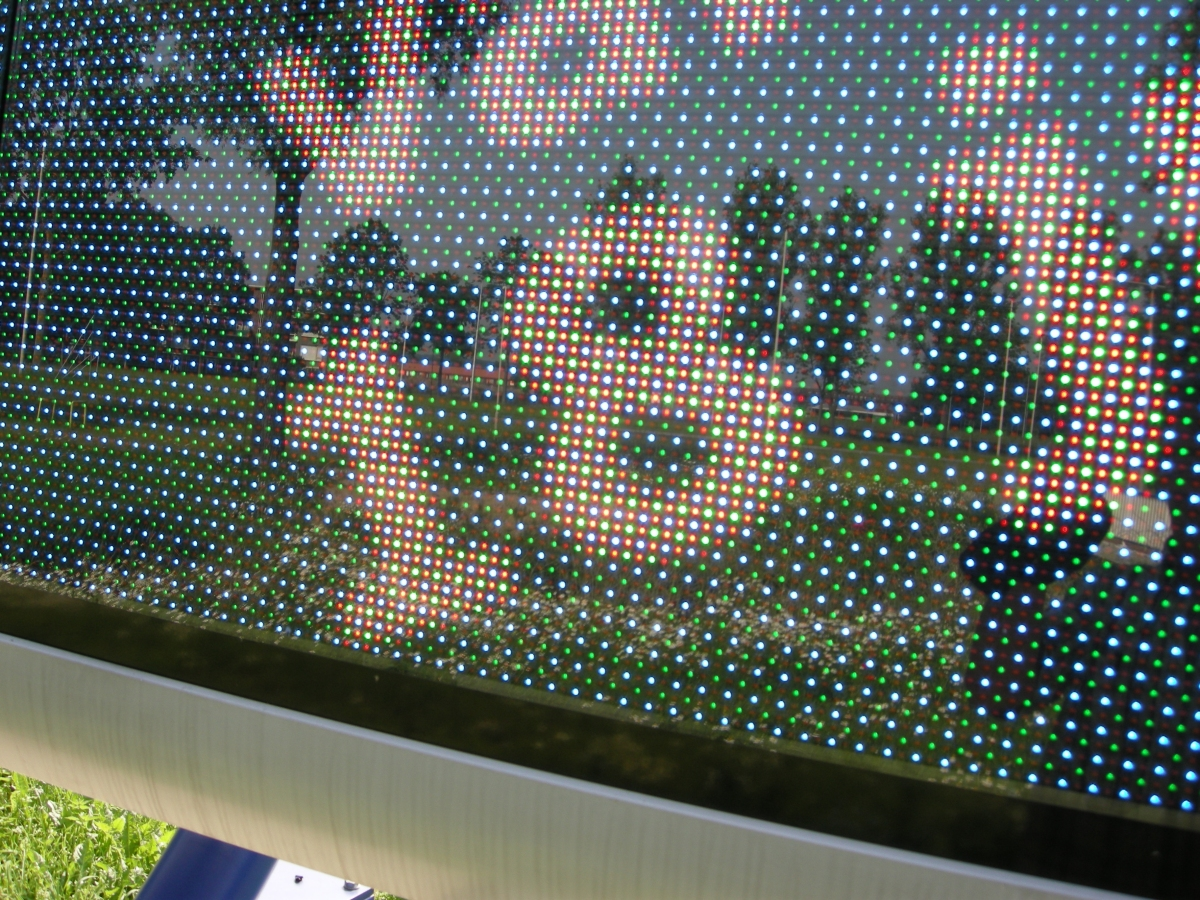
Een beeldscherm opgebouwd uit losse leds

- een liquid-crystal display (lcd); De werking berust op het effect dat de "vloeibare kristallen" in het display in staat zijn om de polarisatierichting van licht te draaien als er een elektrische spanning op wordt gezet. Zij laten het licht al dan niet door. De passieve displays kunnen voorkomen in zwart-wit, met grijstinten (grayscale) of in kleur. Het display kan:
  - reflectief zijn (waarbij gebruik wordt gemaakt van weerkaatsing van omgevingslicht met behulp van een spiegel in de lcd-cel, bijvoorbeeld in rekenmachines)
  - transmissief (met een kunstmatige CCFL-lichtbron achter het display, bijvoorbeeld in laptops)
  - transflectief een combinatie van beide vorige, in mobiele telefoons, waarbij gebruik wordt gemaakt van een halfdoorlatende spiegel of een spiegel met gaatjes.

De technologie van de lcd's geeft de mogelijkheid de aspect ratio te variëren (16:9, soms 16:10 of 15:9) en de afmetingen (diagonaal) konden groter worden: 53 cm (21"), 76 cm (30") en zelfs 2,08 m (82"), maar ook relatief klein van minder dan 5 cm (2"). Deze schermen vertonen geen flikkering. Bij lcd's spreekt men eerder over responstijd. Dit is de tijd die het scherm nodig heeft om van kleur/intensiteit te veranderen (het scherm is enigszins traag). Hoe lager de responstijd, hoe sneller het scherm zich aanpast aan beeldverandering. Een lagere responstijd wordt als beter ervaren. 
- Een thin-film-transistor liquid-crystal display (tft). Een verbeterde variant van het lcd is het tft-scherm. Een thin-film transistor of tft wordt voornamelijk toegepast in zogenaamde tft-schermen, wat een verbeterde versie van een lcd is. Het grote verschil met een zogenaamd "passief" lcd's is dat in het tft-scherm voor elk subpixel een zeer klein transistortje is geïntegreerd op de glasplaat waardoor iedere pixel individueel kan geadresseerd  worden waardoor er minder aansluitdraden nodig zijn. Deze transistor kan de informatie voor elk subpixel "vasthouden". Deze complexe microscopische structuur kan door diverse fotolithografiestappen op het glas worden aangebracht. Tft-schermen worden bijvoorbeeld gebruikt in wegnavigatieapparatuur en hedendaagse lcd's.
- Plasmaschermen. Een plasmascherm zendt licht uit ongeveer zoals een tl-buis dat doet. Een beeldpunt van een plasmascherm bestaat uit een afgesloten ruimte met daarin een bepaald soort gas. Dat beeldpunt bevindt zich op het kruispunt van de twee koperdraden. Door een spanning aan te brengen tussen één onderliggende draad (de kathode of negatieve pool) en één draad in de andere kruisende laag (de anode of positieve pool) wordt door het gas ultraviolet licht uitgezonden. Een fosforiserend poederlaagje zet dit onzichtbare licht om in een van de drie basiskleuren rood, groen of blauw. Een helder beeld ontstaat door de juiste aansturing van alle kruispunten. Doordat een dergelijk beeldpunt al gauw een afmeting heeft in de orde van 1 millimeter zijn plasmaschermen alleen in grote afmetingen met voldoende resolutie te maken. Daardoor zijn plasmaschermen ook vooral geschikt voor televisieschermen en minder voor computerbeeldschermen.
- Oled-schermen zijn tot dusver (medio 2011) alleen in kleinere afmetingen beschikbaar. Het werkingsprincipe is vergelijkbaar met dat van plasmaschermen, alleen wordt er voor iedere subpixel een led gebruikt. In plaats van rode, groene en blauwe leds kan een scherm ook met eenkleurige leds en eventueel een kleurfilter gemaakt worden. Dit voorkomt kleurproblemen door ongelijke verouderingskarakteristieken van leds met de verschillende kleuren.
- Grotere beeldschermen kunnen uit een matrix van conventionele leds opgebouwd worden. Dit soort schermen heeft meestal vrij grove pixels, wat voor het beoogde doel geen bezwaar hoeft te zijn.

## Resoluties
Er bestaan verschillende resoluties voor beeldschermen. Deze zijn onder andere: CGA, EGA, XGA, Hercules, MDA, MCGA, QVGA, SVGA, SXGA, UXGA, VGA, en WXGA ~ [HDMI] [DVI]

## Kwaliteit
Een belangrijke indicatie van kwaliteit van een lcd is het aantal "dots-per-inch" of dpi (ook wel pixels per inch of ppi genoemd). Er is helaas geen gangbare SI-versie van deze grootheid in gebruik. Dot-pitch, die gebruikelijk in millimeter uitgedrukt wordt, kan hier ook voor worden gebruikt. Hoe hoger de dpi, hoe scherper het beeld. Er bestaat een lineair verband tussen de resolutie en de dpi. 
Een vergelijking van schermen en dpi:
| 'TBP'-treinvertrekscherm               | 11  | 38 cm | 15"   |
| Apple Cinema Display 20"               | 99  | 51 cm | 20"   |
| Apple Cinema Display 30"               | 101 | 75 cm | 29,7" |
| Originele Black en White iPods (1G-4G) | 102 | 5 cm  | 2"    |
| Apple iPod mini                        | 105 | 4 cm  | 1,67" |
| Sony PlayStation Portable              | 128 | 11 cm | 4,3"  |
| iPod / color / 4G                      | 141 | 5 cm  | 2"    |
| iPod nano                              | 147 | 4 cm  | 1,5"  |
| iPod 5G                                | 160 | 6 cm  | 2,5"  |
| iPod touch/iPhone                      | 160 | 8 cm  | 3,5"  |
| Creative Zen Vision                    | 216 | 9 cm  | 3,7"  |
| iPad Air M2 (13-inch)                  | 264 | 32    | 13"   |
| Samsung Galaxy S5                      | 432 | 13 cm | 5,1"  |